# Sepolcro di Ferdinand van den Eynde
Il Sepolcro di Ferdinand van den Eynde è un monumento funebre realizzato da François Duquesnoy, sito nella chiesa di Santa Maria dell'Anima a Roma. Duquesnoy si assicurò la commissione per quest'opera, dedicata al defunto fratello del fiammingo Jan van den Eynde grazie a Pietro Pescatore, alias De Visschere, o Pieter Visscher, un mercante fiammingo.  Il sito per l'epitaffio di van den Eynde fu concesso dall'amministrazione della chiesa il 3 agosto 1633. Visscher e Baldoin Breyel supervisionarono l'esecuzione del sepolcro. Entrambi erano stati amici del defunto, che apparteneva alla comunità olandese di Santa Maria dell'Anima a Roma. La tomba fu completata tra il 1633 e il 1640.

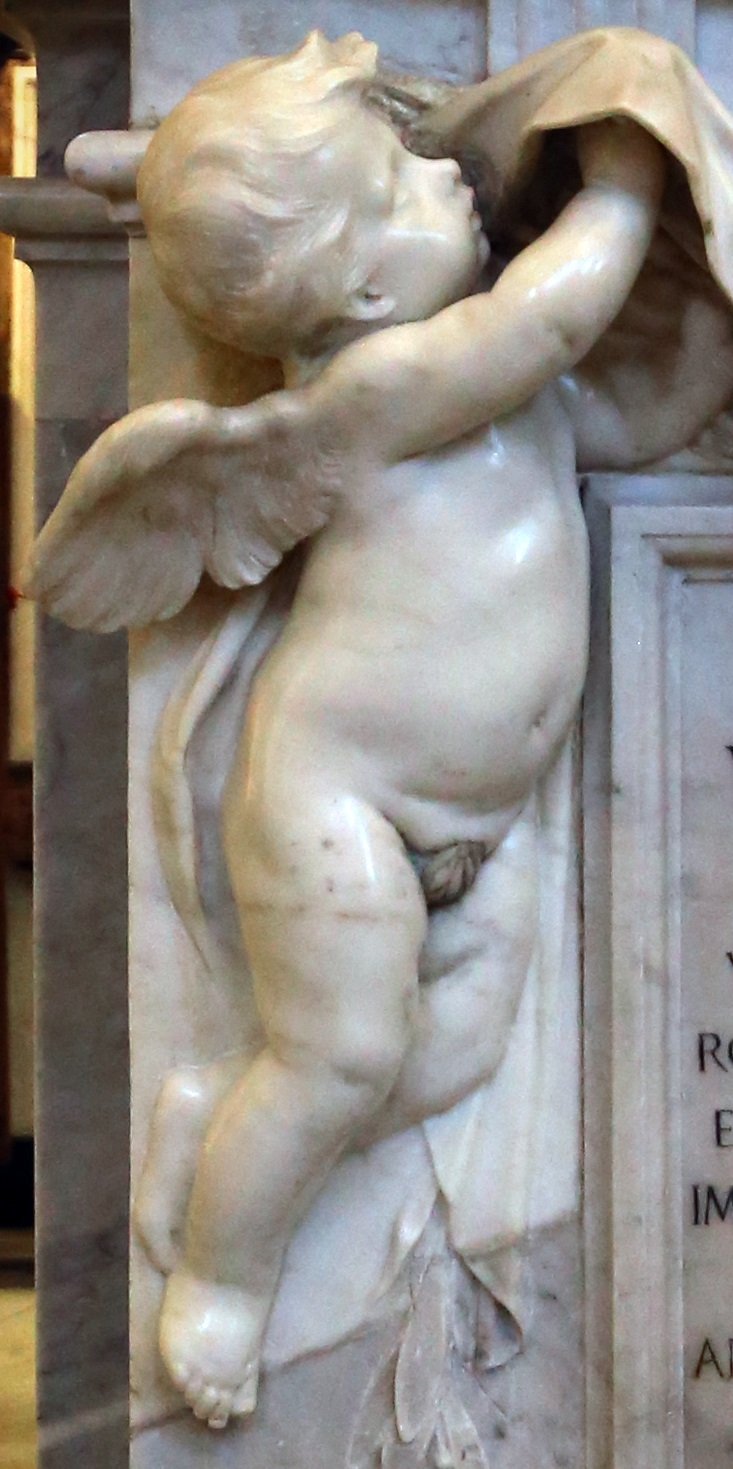
Dettaglio del putto posto sul lato sinistro del monumento sepolcrale

I putti che compongono l'epitaffio di Ferdinand van den Eynde, in particolare il putto di destra, sono considerati «l'apice dell'evoluzione del putto nella Scultura» e una delle più grandi realizzazioni del Duquesnoy. Copie dei putti di van den Eynde, sia in gesso che in cera, furono proprietà di molti artisti di spicco a Roma e nel Nord Europa. Colate in gesso dei putti di van den Eynde sono presenti negli inventari degli studi romani dell'assistente del Bernini Peter Verpoorten e dell'artista italiano Ercole Ferrata, oltre che in quelli degli studi di Anversa di Erasmus Quellinus e del Rubens. Sia Giovanni Battista Passeri che Giovanni Pietro Bellori hanno sottolineato la fama dei putti di van den Eynde, i quali funsero da modelli del putto ideale per gli artisti contemporanei. Molti altri artisti, tra i quali Peter Paul Rubens e Johann Joachim Winckelmann (generalmente un aspro critico della scultura barocca), hanno lodato i putti di van den Eynde. Nel corso dei secoli successivi, artisti provenienti da tutto il mondo si recarono a Roma per rappresentare l'epitaffio di van den Eynde nella pittura e nel disegno. Tra i disegni che sono giunti ai giorni nostri, vi sono quelli di Johan Sylvius, Jean-Robert Ango, e Augustin Pajou.

## Contesto
L'amministrazione della chiesa concesse il sito per l'epitaffio di van den Eynde il 3 agosto 1633. Duquesnoy presumibilmente ricevette la commissione in questo momento. Nella sua biografia del Fiammingo, Joachim von Sandrart si scusa per la mancata descrizione della tomba di van den Eynde, poiché il monumento fu completato dopo la sua partenza da Roma. Sandrart partì da Roma nel 1635.
Il sito dell'epitaffio di van den Eynde è sulla parete posta direttamente di fronte alla tomba di Adriaan Vrijburgh, con le due tombe che si appoggiano su colonne su entrambi i lati. Vrijburgh fu un altro giovane nobile olandese cui monumento funebre fu anch'esso commissionato a Duquesnoy. Benché con «schema tanto simile al monumento Vryburch», stilisticamente, il sepolcro di van den Eynde «si presenta con una concezione ben diversa: la chiara membratura architettonica della tomba non è più velata dai drappi; i putti [sono] di una plasticità più robusta e un modulato più tranquillamente ondulato [...] la visione pittorica-luministica cambia in uno stile più direttamente classico-sculturale, che poi diventa robusto e vitale nel monumento van den Eynde».
Duquesnoy ebbe Pietro Pescatore, alias De Visschere, o Pieter Visscher (un ricco mercante fiammingo) da ringraziare per le commissioni per i monumenti funerari di van den Eynde e Vryburgh. De Visschere, un appassionato d'arte, prestò servizio nell'amministrazione di Santa Maria dell'Anima, e, come detto, fu direttamente coinvolto nella supervisione della commissione al Duquesnoy della tomba di van den Eynde.

## Soggetto
Il monumento funerario è un epitaffio, o cenotafio, di Ferdinand van den Eynde, un mercante e collezionista d'arte olandese originario di Anversa, membro della colonia di neerlandesi a Roma. Ferdinand era fratello di Jan van den Eynde, un mercante fiammingo stabilitosi a Napoli, e uno degli uomini più ricchi della città partenopea oltre che il suo collezionista d'arte più importante all'epoca. Anche suo figlio, il marchese Ferdinando van den Eynde, divenne un collezionista d'arte. Ferdinand van den Eynde morì prematuramente a Roma nel 1630.

## Composizione
Lo spettatore è attratto in primo luogo dalla maestria dell'artista, dal naturalismo dei putti, dalla carne lattiginosa dei neonati (con il marmo che, secondo Rubens, è «ammorbidito in carne viva»), e da lì portato a contemplare le loro azioni.
Come osservato da Bellori:
uno dei putti si copre una parte della testa sotto il telo in segno di tristezza e tiene in mano la clessidra della morte. Questo è certamente il più bel putto a cui lo scalpello di Franscesco abbia mai dato vita

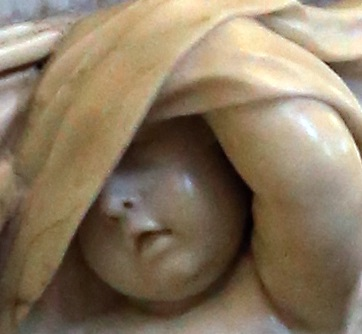
Dettaglio del putto posto sul lato destro del monumento sepolcrale

Bellori sottolinea anche l'atto di lutto del putto di destra, evidente sia nella sua espressione che nel gesto di coprirsi il volto con il drappo. Eppure, allo stesso tempo, con la clessidra in mano e gli occhi coperti, «il putto diventa una personificazione infantile della morte cieca».

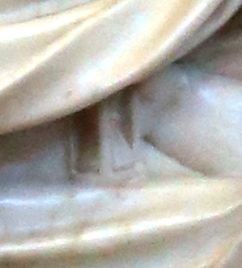
Dettaglio della clessidra

Inoltre, come notato da Estelle Lingo, «poiché la postura del bambino può essere intesa come il risultato della sua lotta per sollevare il drappo dalla tomba, la figura sembra giocare sulla critica teorica secondo cui la giovinezza del bambino lo ha reso inadatto al suo 'monumentale' compito».
Il putto di sinistra, invece, appare tutto assorto nel sollevare il fianco della stoffa: «solo dopo una lunga contemplazione lo spettatore nota che anche questo putto porta un attributo: la lunga tromba della fama. Stretto nella mano di sinistra, lo strumento è quasi interamente ricoperto dal panno, sebbene il contorno della sua estremità svasata sia individuabile sotto il drappo, quando lo si va cercando. L'uso di un attributo così ben nascosto è sorprendente, ma serve a sottolineare la concezione della tomba da parte di Duquesnoy come luogo di meditazione, una costruzione epigrammatica in cui poche forme sostengono una gamma di significati. Le allusioni velate, letteralmente e figurativamente, del monumento vengono scoperte dallo spettatore man mano, mentre esso interagisce con il monumento, completandone il significato. Solo quando il velo viene sollevato, e l'iscrizione letta, la fama di van den Eynde sarà assicurata».

## Accoglienza e stima
Giovanni Battista Passeri e Giovanni Pietro Bellori elogiarono l'opera di Duqesnoy e sottolinearono la fama dei putti di van den Eynde. Essi godettero di grande fama nei secoli successivi, e furono modelli del putto infantile per gli artisti contemporanei.
Bellori scrisse:
I Greci erano eccellenti nello scolpire e dipingere gli Eroti ed i Genii da giovani, e sembra che Callistrato dia un'ottima descrizione dei putti attorno alla statua del Nilo, e Filostrato lo fa anch'esso nel suo racconto degli Eroti in gioco. Michelangelo realizzò putti sia in marmo che in pittura, tutti simili a figure di Ercole, privi di tenerezza. Raffaello è il primo a donare loro grazia e fascino: li raffigura in modo vivace, crescendo in bellezza in relazione alla loro età. Tiziano e Correggio li raffigurarono più teneramente. Annibale Carracci apparteneva a questo gruppo, e Domenichino è considerato eccellente. Li ha usati più di ogni altro artista nella composizione e li mostra in diverse forme: da bambini in fasce e da adulti, con i movimenti e la qualità corrispondenti all'età di ciascuno. Francesco il Fiammingo si limitò più alle forme tenere dei fanciulli, e nel creare questa somiglianza avanzò miracolosamente il metodo, che è ormai imitato da tutti
e
A Roma, nella chiesa di Santa Maria dell'Anima, [egli] fece due tombe che sono costruite contro colonne su ambo i lati. Una è di Ferdinando van den Eynde, un gentiluomo di Anversa, e l'altra è di Adriaen della famiglia Vrijburgh di Alkmaar. Sulla prima vi sono due putti che sollevano un panno per rivelare l'iscrizione. Uno di loro copre parte della sua testa con un panno in segno di dolore e tiene in mano la clessidra della morte. Questo è senza dubbio il più bel puttino che lo scalpello di Francesco abbia mai animato, ed è considerato esemplare da scultori e pittori, così come il suo compagno, che è rivolto verso di lui e si piega con lui nel sollevare la tela
Rubens, i cui putti possono essere considerati il "painterly pendant" di Duquesnoy, elogiò grandemente i putti di van den Eynde. In una lettera indirizzara a Duquesnoy, in cui Rubens ringrazia il Fiammingo per i modelli dei putti dell'epitaffio di van den Eynde, questi scrive:
Non so come esprimere la mia gratitudine per i modelli che mi avete mandato, e per i calchi in gesso dei due putti dell'epitaffio di van den Eynde nella Chiesa dell'Anima. Ancora meno posso lodare sufficientemente la loro bellezza. È natura, più che l'arte, ad averli formati; il marmo è ammorbidito in carne viva
Anche Johann Joachim Winckelmann, generalmente un aspro critico del barocco, commentò:
I nostri artisti assomigliano agli scultori classici nel senso che anche loro non sanno come produrre dei bei bambini, e credo che preferiscano scegliere un Cupido del Fiammingo [Duquesnoy] da imitare piuttosto che lo stesso Prassitele. La famosa storia di un Cupido che Michelangelo fece e poi affiancò a uno realizzato da un vecchio maestro, per insegnare alla nostra generazione quanto fosse eccellente l'arte degli antichi, qui non prova nulla, perché i figli di Michelangelo non ci commuoveranno mai tanto quanto la natura stessa. Non credo di aver superato il limite quando dico che Fiammingo agì come un nuovo Prometeo, modellando creature che si vedevano di rado
Molti artisti di spicco visitarono la tomba di van den Eynde a Roma per riprodurre il suo epitaffio nel disegno e nella pittura. Tra i disegni arrivati ai giorni nostri, vi sono quelli di Johan Sylvius, Jean-Robert Ango e Augustin Pajou.